# Три пори людського життя
«Три пори людського життя» (італ. Tre età dell'uomo) — картина, котру створив венеційський художник Тіціан у другому десятилітті XVI століття.

## Прихований конфлікт
Джорджоне серед перших ризикнув перенести сільські простори у власні картини. Саме сільська провінція присутня на його картині «Буря».
Заздрісник Тиціан теж навчався в майстерні Джованні Белліні і був не без здібностей. Але Джорджоне обійшов того і у власній обдарованості, і у швидкості здобутої популярності та художнього успіху. Назрівав конфлікт двох могутніх творчих особистостей. Він помітно загострився у 1508 році під час роботи Джорджоне і Тіціана на розписах фасадів Фондако-дей-Тедескі (Німецького торговельного двору). Переказували, що венеційців схвалювали розписи над крамничками, де працював саме Тіціан, але схвалювали як роботу Джорджоне. Такий стан не міг влаштовувати ні того, ні іншого. Джорджоне мимоволі отримав небезпечного конкурента, а Тіціан ніяк не міг відірватись від не своєї, чужинської стилістики Джорджоне, але був вимушений працювати «під Джорджоне», аби зрівнятися із високо обдарованим Джорджо.
Якби Джорджоне не помер у 1510 році, можливо, і Тіціан залишив би Венецію, як покинули її заради заробітку і слави Себастьяно дель Пйомбо чи Паріс Бордоне. Але Джорджоне помер і у майстерні померлого Тіціан залишився наодинці з незакінченими картинами конкурента-невдахи, що помер у тридцять років…

## Впливи Джорджоне на Тиціана

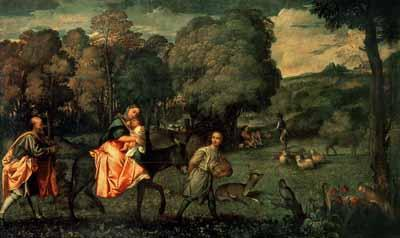
Тиціан. «Втеча Святої Родини у Єгипет», бл. 1509 року, Ермітаж

Впливи художньої манери Джорджоне на Тиціана були помітними у ранній період його творчості. Завдяки поетизації образів, штудіями натури, спостереженням за природою і поведінкою людей Тиціан таки подолав скутість власних ранніх композицій. Серед ранніх — «Втеча Святої Родини у Єгипет» зі старанним пейзажем і дикими тваринами, виконана ще разом із братом, хоча Тиціану було за тридцять. Професор Р. Віппер досить влучно казав про художника «Тиціан не належав до рано сформованих геніїв».
За припущеннями Тиціан працював над картиною «Три пори людського життя» у 1513 році. Непрямою вказівкою на це є група сплячих малюків, котру він переніс у власний твір з твору іншого майстра (Джироламо Романіно, тондо «Цнотливі», нині Музей Цивіко, Падуя).
У Джорджоне є картина з зображенням трьох музикантів. Вони подані у три різні пори життя — юність, квітуча молодість і старість. Картину з музичним сюжетом також трактують як три пори людського життя. Картина Тиціана 1514 року вже зовсім не схожа на твори славнозвісного попередника, вона самостійна і за персонажами, і за інтерпретацією сюжету, і за введенням широкого пейзажу. Тиціан ніби рішуче долав у власному творі впливи попередника і нарешті ставав самим собою у творчості.

## Опис твору

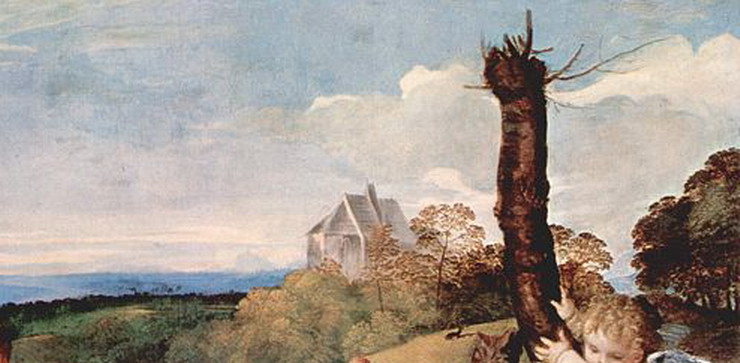
Фрагмент. Пейзаж з сільською церквою

На сільській галявині зручно розташувались різні персонажі картини. Впадає в око пара закоханих, що припали один до одного і нічого не помічають навколо. Неподалік біля стовбура дерева солодко сплять два малюки. Біля них крилата постать Амура як уособлення любові до дітей і прагнення швидше подорослішати.
Ключовою фігурою твору були не вони, а старий сивий дідусь, що розташований художником найдалі від глядачів і котрий сумно дивиться на два черепи, розуміючи, що і його смертний час не забариться. Персонажі роз'єднані, як роз'єднані і дитинство, молодість і старість. Їх поєднує у картині лише приємний і тихий сільський пейзаж, краса котрого наче приховує від глядачів усі думки про швидкоплинність життя, про майбутню смерть.
В картині є натяк і на надію. Серед дерев височить сільська церква. Для християн XVI століття — церква як нагадування про смертне тіло і безсмертну душу, про можливість спасіння.

## Фрагменти картини

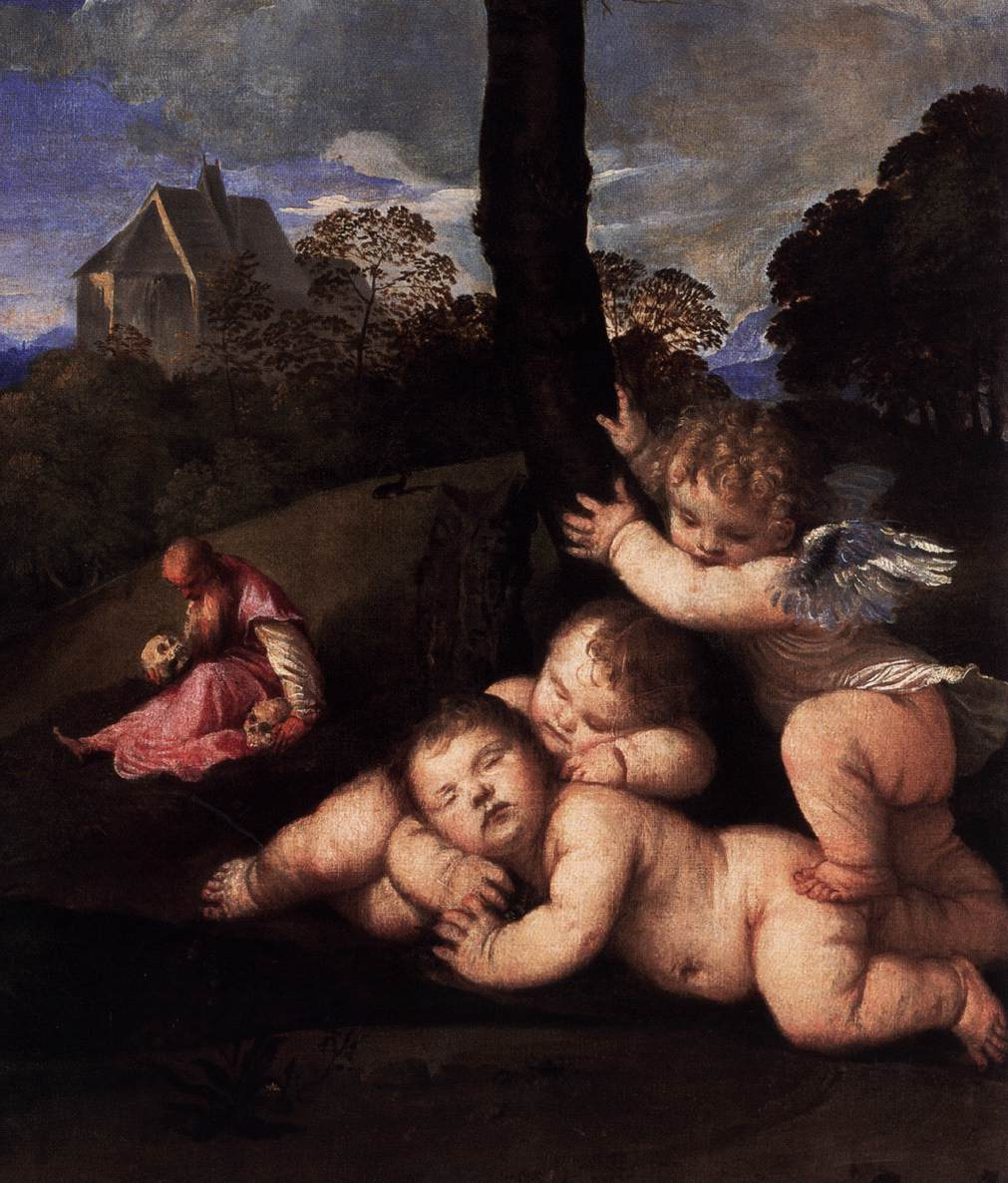
Два малюки і Амур
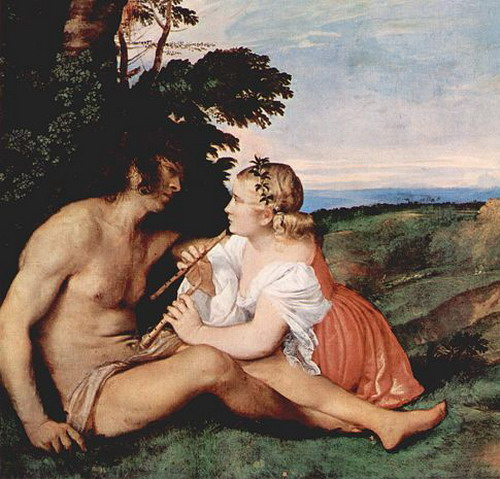
Пара закоханих
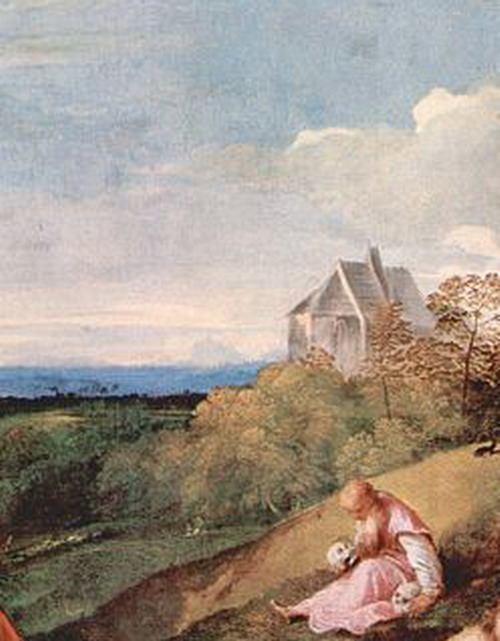
Молитва старого з двома черепами

## Побутування картини
Про ранній твір Тиціана згадував ще Джорджо Вазарі. Серед власників картини — Джованні да Кастель Болоньєзе (1494—1553). На початку XVII століття картина перебувала у збірці Маттеуса Хопфера. По смерті Хопфера у 1611 році картина перейшла до родини Еберт і згодом була продана у місті Аугсбург. 1662 року через Аугсбург їхала екс-королева Швеції Христина (1626—1689) з Нідерландів до Риму і придбала її. Картина прикрашала резиденцію екз-королеви у палаццо Ріаріо в Римі. Серед наступних власників картини — князь Лівіо Одескалькі (1652—1713) та Філіп ІІ, герцог Орлеанський (1674—1723), останній отримав твір у 1722 році. Зі збірок Орлеанських разом із низкою інших картин твір придбав у 1798 році Френсіс Егертон, 3-й герцог Бріджвотер (1736—1803). Нащадки герцога і передали збірку разом із твором Тиціана до музейних колекцій Національної галереї Шотландії.